# Randy McKay
Hugh Randall „Randy“ McKay (* 25. Januar 1967 in Montréal, Québec) ist ein ehemaliger kanadischer Eishockeyspieler und -trainer, der im Verlauf seiner aktiven Karriere zwischen 1984 und 2003 unter anderem 1055 Spiele für die Detroit Red Wings, New Jersey Devils, Dallas Stars und Canadiens de Montréal in der National Hockey League (NHL) auf der Position des rechten Flügelstürmers bestritten hat. Während seiner 14 Spielzeiten in der NHL gewann McKay in Diensten der New Jersey Devils in den Jahren 1995 und 2000 insgesamt zweimal den Stanley Cup.

## Karriere
Randy McKay begann seine Karriere als Eishockeyspieler in der Mannschaft der Michigan Technological University, in der er von 1984 bis 1988 aktiv war. In diesem Zeitraum wurde er im NHL Entry Draft 1985 in der sechsten Runde als insgesamt 113. Spieler von den Detroit Red Wings ausgewählt. Mit deren Farmteam, den Adirondack Red Wings aus der American Hockey League, für die er gegen Ende der Saison 1987/88 sein Debüt im professionellen Eishockey gegeben hatte, gewann der Angreifer 1989 den Calder Cup. Zudem lief er in der Saison 1988/89 erstmals in der National Hockey League für Detroit auf. 
Am 9. September 1991 wurde McKay zu den New Jersey Devils transferiert, für die er in den folgenden elf Jahren ausschließlich auf dem Eis stand und 1995 sowie 2000 jeweils den prestigeträchtigen Stanley Cup gewann. Am 19. März 2002 wurde er zusammen mit Jason Arnott und einem Erstrunden-Wahlrecht im NHL Entry Draft 2002 im Tausch für Joe Nieuwendyk und Jamie Langenbrunner an die Dallas Stars abgegeben. Für diese erzielte er bis Saisonende in 14 Spielen ein Tor und gab vier Vorlagen. Daraufhin unterschrieb er als Free Agent einen Vertrag in seiner Heimatstadt bei den Canadiens de Montréal, bei denen er im Anschluss an die Spielzeit 2002/03 im Alter von 36 Jahren seine aktive Laufbahn beendete. 
Von 2004 bis 2007 war McKay als Assistenztrainer für seine Alma Mater, die Michigan Technological University, tätig, an der er seine Karriere begonnen hatte. Anschließend war er fünf Jahre deren Teammanager.

## Erfolge und Auszeichnungen
- 1989 Calder-Cup-Gewinn mit den Adirondack Red Wings
- 1995 Stanley-Cup-Gewinn mit den New Jersey Devils
- 2000 Stanley-Cup-Gewinn mit den New Jersey Devils

## Karrierestatistik
(Legende zur Spielerstatistik: Sp oder GP = absolvierte Spiele; T oder G = erzielte Tore; V oder A = erzielte Assists; Pkt oder Pts = erzielte Scorerpunkte; SM oder PIM = erhaltene Strafminuten; +/− = Plus/Minus-Bilanz; PP = erzielte Überzahltore; SH = erzielte Unterzahltore; GW = erzielte Siegtore; 1 Play-downs/Relegation; Kursiv: Statistik nicht vollständig)